# Varronia bellonis
Varronia bellonis är en strävbladig växtart som först beskrevs av Urban, och fick sitt nu gällande namn av Nathaniel Lord Britton. Varronia bellonis ingår i släktet Varronia och familjen strävbladiga växter. Inga underarter finns listade i Catalogue of Life.